# Louboutins
Louboutins è un brano musicale della cantante Jennifer Lopez, scritto e prodotto dal duo composto da The-Dream e Tricky Stewart.

## Descrizione
Il brano era stato inizialmente realizzato da Brandy Norwood, che però ha lasciato l'etichetta Epic prima di poterlo registrare, ed il pezzo è passato alla Lopez, che l'ha pubblicato come singolo che avrebbe dovuto anticipare l'uscita dell'album Love?. Tuttavia la canzone non è stata inclusa nella tracklist definitiva dell'album. Il nome del brano fa riferimento al marchio di calzature Christian Louboutin, utilizzandolo come metafora del potere femminile.
Il singolo non ha ottenuto il successo sperato, pur avendo raggiunto la posizione numero 1 della classifica dance di "Billboard". La canzone non ha avuto critiche positive e non ha avuto grande impatto nelle radio americane, di conseguenza il singolo non è stato pubblicato nel resto del mondo.

## Promozione
Il brano è stato proposto per la prima volta durante gli American Music Award del 2009.

## Tracce
- U.S. digital download[2]

1. "Louboutins" – 3:46

- U.S. Promo CD[3]

1. "Louboutins" (Space Cowboy Radio Mix)
2. "Louboutins" (Space Cowboy Extended Mix)
3. "Louboutins" (Space Cowboy Instrumental)
4. "Louboutins" (Jody Den Broeder & Warren Rigg Radio Edit)
5. "Louboutins" (Jody Den Broeder & Warren Rigg Club Mix)
6. "Louboutins" (Jody Den Broeder & Warren Rigg Dub)

1. "Louboutins" (Cutmore Radio Mix)
2. "Louboutins" (Cutmore Club Mix)
3. "Louboutins" (Moto Blanco Radio Mix)
4. "Louboutins" (Moto Blanco Club Mix)
5. "Louboutins" (Moto Blanco Dub)

## Classifiche
| Classifica (2010)   | Posizione massima |
| ------------------- | ----------------- |
| Stati Uniti (Dance) | 1                 |